# 荃灣雨水排放隧道

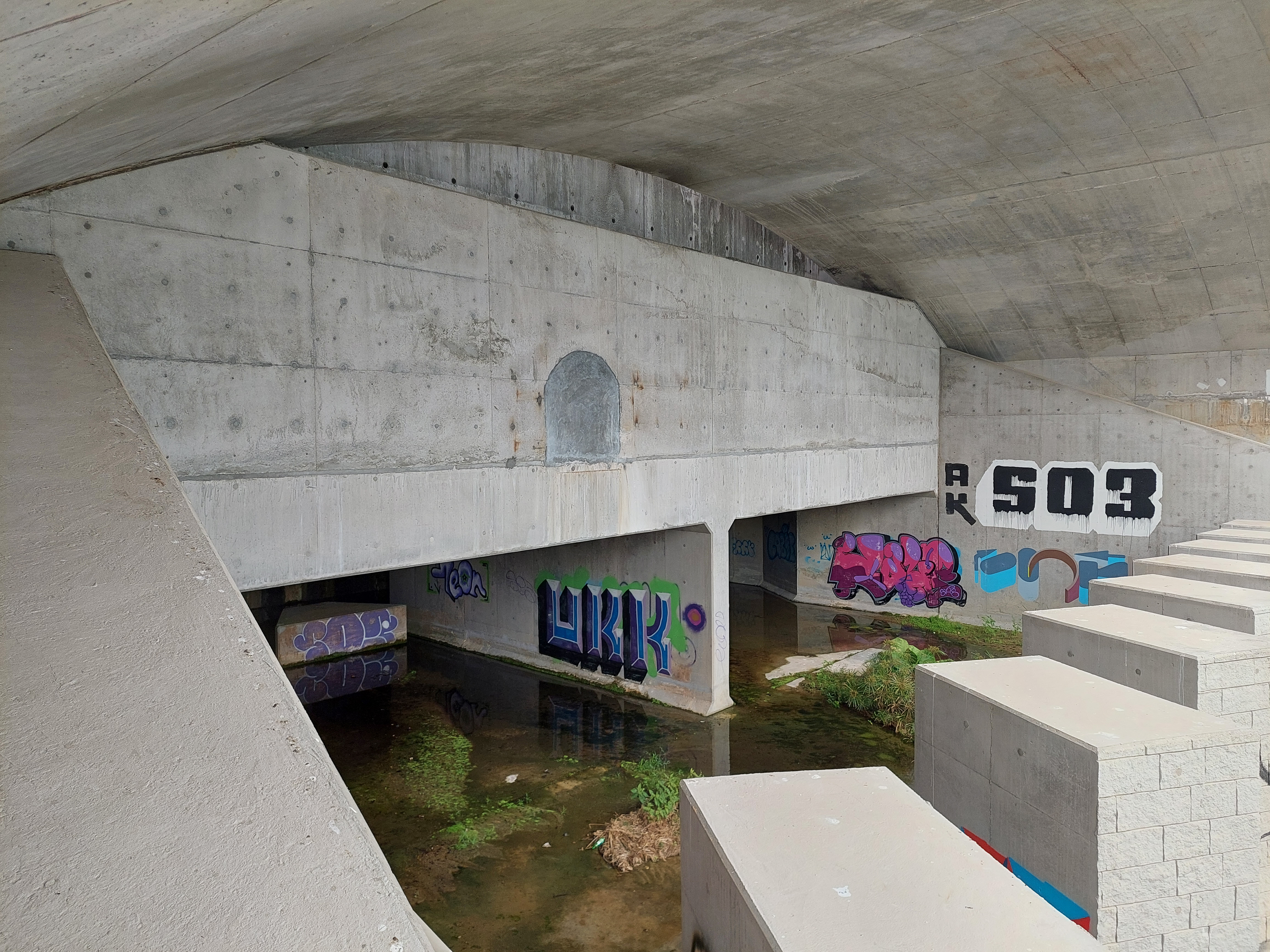
荃灣雨水排放隧道位於油柑頭的出口（2024年2月）

荃灣雨水排放隧道（英語：Tsuen Wan Drainage Tunnel）位於香港新界荃灣區地底，全長5.1公里。荃灣雨水排放隧道於2007年12月動工，耗資15億港元，於2013年3月28日啟用。荃灣雨水排放隧道的流量為香港雨水排放隧道中最高。

## 結構
荃灣雨水排放隧道的直徑為6.5米，全長5.1公里，設有3個分別位於和宜合、老圍及曹公潭的進水口，收集從荃灣及葵涌半山截流得來的雨水，再經由油柑頭排水口排出大海。

## 歷史
荃灣和葵涌經過過數十年迅速的都市化發展後，部份以前屬於鄉郊的地區至今已經樓宇林立，道路延綿，以致於下雨時，地面徑流大量增加。然而，荃灣及葵涌區雨水排放系統大多數於數十年前興建，根據當時的流量要求和標準所建造，未能夠跟隨各區的發展速度而提升水平，導致香港市區在雨水排放系統處理地面徑流上的能力不充足，抵抗洪水能力減低。
1995年，渠務署對香港受到水浸威脅的地區進行了一系列的全面性雨水排放整體計劃研究，其中對荃灣、葵涌和青衣的雨水排放系統作出了全面性評估。1997年年底，初步工程的可行性研究完成，研究結果顯示，由於上游集水區的地形和幅員廣闊的關係，在暴雨期間，上游集水區往往在短時間將地面上的雨水積聚成大量的地面徑流，徑流流入地勢比較低的荃灣和葵涌，使到兩處的雨水排放系統不勝負荷。此外，每當遇上暴雨，葵芳至上葵涌的一段葵涌道，以及青山公路、荃灣路和德士古道北圍繞的地區就會出現水浸。大量急湍的徑流由山上瀉下，除了擾亂交通運輸秩序，造成財物損失外，更可能引致人命傷亡。可行性研究建議，建造一條荃灣雨水排放隧道。
2002年10月，渠務署委託了顧問公司進行了荃灣雨水排放隧道建造工程的勘測性研究，以覆核雨水排放整體計劃初步工程可行性研究的建議，並且進行了荃灣雨水排放隧道的初步設計和勘測工作。勘測顧問研究完成後，確定相關工程在技術上為可行。勘測研究同時完成了對相關工程的土地勘測、環境影響評估、初步設計及實體水力模擬測試（由英國BHR Group Limited、香港理工大學和中國水利水電科學研究院分別對各收水口及出水口進行實體水力模型測試）等各項事務。
2007年12月，渠務署投資15億港元興建荃灣雨水排放隧道，並由前田-中鐵-水利聯營承建。
荃灣雨水排放隧道於2013年3月28日啟用，由發展局常任秘書長（工務）韋志成、渠務署署長陳志超、荃灣區議會主席陳耀星、葵青區議會副主席羅競成和荃灣鄉事委員會主席鍾偉平共同主持啟用典禮。

## 效率
荃灣雨水排放隧道主要依靠3個進水口在荃灣及葵涌半山將雨水截流，再經由油柑頭排水口排出大海，以減輕荃灣區現時主要依靠地下渠排水的負擔，同時加強了荃灣及葵涌的洪水處理能力，減少區內因為暴雨而導致的水浸情況。荃灣雨水排放隧道的最高流量為每秒220立方米，即是可以於11秒時間填滿一座奧林匹克運動會的標準游泳池水量，是香港雨水排放隧道中最高，可以抵禦200年一遇的暴雨。為避免影響生態環境及保持山上河道的水流量，隧道只會於黃色暴雨警告或以上的信號生效時運作。

## 相關參見
- 渠務署
- 水務署
- 跑馬地地下蓄洪計劃
- 荔枝角雨水排放隧道
- 港島西雨水排放隧道